# روس أتكينسون
روس أتكينسون (بالإنجليزية: Ross Atkinson)‏ هو أمين مكتبة أمريكي، ولد في 1945، وتوفي في 8 مارس 2006.